# Khady Diatta
Pour les articles homonymes, voir Diatta.
Khady Diatta, née le 15 janvier 1977, est une lutteuse sénégalaise. 

## Carrière
Elle est médaillée d'argent dans la catégorie des moins de 56 kg aux championnats d'Afrique 2000. Médaillée d'or des moins de 59 kg aux championnats d'Afrique 2006, Khady Diatta obtient la médaille d'argent dans la même catégorie aux Jeux africains de 2007. Sa dernière médaille continentale est obtenue aux championnats d'Afrique 2008 avec une deuxième place dans la catégorie des moins de 63 kg.